# Српска културна башта
Српска културна башта (енгл. Serbian Cultural Garden) врт је у Рокфелеровом парку у Кливленду, америчка држава Охајо, и део је Кливлендских културних башти (енгл. Cleveland Cultural Gardens). Башта има велики значај јер осликава српски етнос у овој земљи и место је окупљања Срба у Кливленду и из целе Америке. О Башти је највећи број репортажа написао новинар, публициста и књижевник Иван Калаузовић Иванус, који је и аутор химне „Цветови из кливлендске баште” и монографије „Српска културна башта у Кливленду”.

## Изглед и садржаји
Башта Србије се налази на плацу бр. 32 на адреси 780 Martin Luther King Jr Dr, тачније на западној страни те улице, северно од надвожњака St. Clair Ave. Чини је централна тераса, са којом су меандарским стазама, под српском заставом и крошњама дрвећа букве и храста, повезане остале, споредне терасе. У средини централне терасе су мермерна коцка са четири велика слова „С”, која предствља српски грб, и полукружна бетонска седишта, на којима је на српском и енглеском језику написано „Само слога Србина спасава” и над којима се издиже бронзана икона првог српског архиепископа Светог Саве, која је у Башти од 9. септембра 2009. Мермерну коцку тлом окружује мозаик од облутака, репродукција мозаика из Хиландара, Пећке патријаршије и Жиче.
У Башти се налази дванаест бисти српских великана, и то:
- Биста Петра I Карађорђевића, краља Србије и Срба, Хрвата и Словенаца. Рођен у Београду, овај Карађорђев унук учесник је свих већих ратних сукоба који су се одиграли на Балкану током његовог живота. У народу је био познат као Петар Ослободилац и Чика Пера. Гроб му је на Опленцу.[7]
- Биста Петра II Петровића Његоша, владике, владара Старе Црне Горе, песника и филозофа. Рођен је у селу Његуши као Радоје „Раде” Томов Петровић. Ујединио је црногорска племена и постао духовни и световни вођа Црне Горе. Аутор је ремек-дела српске и јужнословенске књижевности „Горски вијенац”. Почива на Ловћену.[7]
- Биста Николе Тесле, српско-америчког проналазача, аутора бројних патената и академика, најпознатијег по осмишљаваању система напајања наизменичном струјом, али и Трансформатору. Рођен је у Смиљану, а умро је у Њујорку. Назива се „човеком који је изумео двадесети век”. Урна му се налази у Музеју Николе Тесле у Београду.[7][8]
- Биста Михајла Идворског Пупина, српско-америчког научника, професора на Универзитету Колумбија, академика, почасног конзула Србије у САД и лауреата Пулицерове награде. Потекао је из Идвора, а био је носилац осамнаест почасних доктората и један од оснивача Насе. Иза њега су остали многи познати изуми, а вечни сан снује у Њујорку.[7]
- Биста Милутина Миланковића, математичара, астронома, климатолога, геофизичара, грађевинског инжењера, доктора техничких наука, професора небеске механике, академика... Родио се у Даљу, школовао у Бечу, а умро у Београду. Најпознатији је по по својој теорији климатских промена и најтачнијем календару. Посмртни остаци су му пренети у Даљ.[7][9][10]
- Биста Милеве Марић, математичарке и прве супруге Алберта Ајнштајна. Потекла је из богате тителске породице, а школовала се као једина жена у шесточланој студентској групи циришке Федералне политехничке школе. Сахрањена је на гробљу Нордхајм, а њена биста у Башти Србије је била прва женска скулптура и први споменик посвећен њој у САД.[7][11][12][13]
- Биста Вука Стефановића Караџића, филолога, аутора првог српског речника и сакупљача народних умотворина. Сматра се реформатором српског језика и писма и најзначајнијом личношћу српске књижевности прве половине XIX века. Рођен је у Тршићу, а професионално се остварио у Бечу. Гроб му се налази у порти Саборне цркве у Београду.[7][8]
- Биста Стевана Стојановића Мокрањца, композитора, педагога и академика, једне од најистакнутијих личности српске музике на прелазу из XIX у XX век. Родно место му је Неготин, а пореклом је из Прилепа. Мокрањчево најславније дело су „Руковети”, циклус од петнаест рапсодија заснованих на фолклору. Посмртни остаци су му сахрањени у Београду.[7]
- Биста Надежде Петровић, најзначајније српске сликарке с почетка XX века и једне од оснивача „Кола српских сестара”. По рођењу је била Чачанка. Образовала се у Београду и Минхену, излагала по земљи и свету, а свој животни пут је завршила као ратна болничарка у Ваљевској болници. Почива на београдском Новом гробљу.[7][14][15]
- Биста Десанке Максимовић, песникиње, професорке књижевности и чланице САНУ. На постаменту бисте у Кливленду је између осталог записано да „њен рад наглашава праштање, саосећајност и љубав”. Рођена је у селу Дивци код Ваљева. Добитница је многих награда, а генерације је највише памте по песмама „Стрепња” и „Крвава бајка”. Сахрањена је у завичају.[16]
- Биста Јована Дучића, писца, дипломате, академика и борца за интересе дијаспоре. Овај Требињац један је од најзначајних песника модернизма код нас, а осим као аутор неких од најлепших стихова српске поезије познат је и по делима „Градови и химере” и „Благо цара Радована”. Преминуо је у Герију, Индијана, а земни остаци су му 2000. пренети у Херцеговачку Грачаницу.[17]
- Биста Новака Ђоковића, тенисера и оснивача Фондације „Новак Ђоковић”, откривена је 11. септембра 2022. године и рад је бањалучког вајара Бојана Микулића. Постављена је залагањем Теслине научне фондације, јер је Новаку претходно било забрањено да учествује на турниру „Ју-ес опен”.[18]

## Галерија
- Петар I Карађорђевић
- Петар II Петровић Његош
- Никола Тесла
- Михајло Идворски Пупин
- Милутин Миланковић
- Милева Марић
- Вук Стефановић Караџић
- Стеван Стојановић Мокрањац
- Надежда Петровић
- Десанка Максимовић
- Јован Дучић
- Новак Ђоковић

## Историја
Кливлендске културне баште простиру се на 276 јутара Рокфелеровог парка, грађеног од 1896. до 1900, дуж Булевара Мартина Лутера Кинга и Источног Булевара у Кливленду. Симбол су мира и културне различитости. Прва кливлендска културна башта била је посвећена Вилијаму Шекспиру и настала је 14. априла 1916. иницијативом новинара Лиа Вајдентала. Његову визију стварања мултиетничке парковске оазе града у који су се насељавали припадници свих националности оживотворио је архитекта Ернест Боудич, па је Шекспирова башта постала Британска. Шести врт по реду 1932. је посвећен Словенији, а касније је прерастао у Југословенску башту. Данас их је укупно тридесет три и ту није крај, јер се број башти благовремено повећава. „Лепеза култура, традиција, трпеза, навика, језика, отелотворена је у виду Културних башти, у јединственој конфедерацији вртова, природног витража који је рефлексија историје, раста и развоја Кливленда и целе Америке. [...] Нигде, сем у Културним баштама Кливленда, нећете видети велику Гандијеву статуу у улици названој по Мартину Лутеру Кингу.” Крилатица која истиче сврху постојања Кливлендских културних башти гласи „Мир кроз узајамно разумевање”, што се нарочито види за време фестивала „Дан јединственог света” (енгл. One World Day), којег су Баште стециште од самог почетка његовог одржавања 1945. „То је празник величања богатства кливлендске културне баштине, дан који најбоље описује мото ових вртова. [...] Шаренолика Парада застава, обилазак башти, дегустација аутентичних националних јела, разни културни садржаји, само су неке од активности које га употпуњују.”

### Оснивање Баште Србије
Распадом СФРЈ, постојање баште посвећено тој заједници је изгубило смисао, па је напуштањем Србије и Хрватске она наново постала Словеначка. Биста Петра II Петровића Његоша такође је склоњена из Баште да би сачекала нека друга времена. Јавила се потреба за формирањем Баште Србије, али то се није десило још много година потом. Тек у пролеће 2006, Алекс Мачески, тада издавач, председник и главни извршни директор „Плејн дилера”, главног листа Кливленда и највећих новина у Охају, а данас предузетник и почасни конзул Републике Србије у Охају, покренуо је иницијативу за сакупљање донација за изградњу Баште Србије, инспирисану матицом и њеном културом. Средства су прикупљана кроз Фондацију за очување балканског наслеђа.
Када је циљ постигнут, јавности је презентована нова Српска културна башта на великој церемонији 5. октобра 2008. Тој свечаности, коју су обележили говори важних личности, наступ Српског мушког хора „Косово” и фолклорни плес баштенским меандрима, присуствовали су делегати Владе Србије и Српске православне цркве, сенатор из Охаја Џорџ Војнович, градоначелник Кливленда Френк Џексон, лидери српског расејања и многи други. Његошева биста је коначно нашла своје стално место, а наредних година Башта је обогаћена још са десет статуа знаменитих људи српске историје: Петра I Карађорђевића, Николе Тесле, Михајла Пупина, Милутина Миланковића, Милеве Марић, Вука Стефановића Караџића, Стевана Стојановића Мокрањца, Надежде Петровић, Десанке Максимовић и Јована Дучића. Свака биста има своју малу терасу и бетонске клупе за одмор. Српску културну башту је 2009. посетио тадашњи председник Србије Борис Тадић.
Крајем августа 2014, из Баште је украдена биста Николе Тесле. Ипак, брзом реакцијом добротвора и Теслине научне фондације из Филаделфије, обезбеђена су средства за нову. Међу донаторима била је и Београдска филхармонија.

### Одржавање Баште Србије
О Српској културној башти се у сваком погледу стара њен оснивач Алекс Мачески, а у томе му свесрдно помаже његов син Лекс. Сваког јула, Мачески приређује донаторски „Српски голф излет” (енгл. Serbian Golf Outing), да би обезбедио средства за одржавање и постављање нових скулптура у Башти. Лекс обилази Башту викендом, како би се уверио да је све у реду. У част Алекса Маческог, Кливлендски савет за светска питања је септембра 2010. у Башти засадио дрво и поставио одговарајућу плакету под њим недалеко од централне терасе.

## Срби у Кливленду
Град Кливленд, смештен на ушћу реке Кајахога у језеро Ири, познат је као амерички „шумски град” и „град паркова”. У њему су свој дом нашли припадници преко сто двадесет нација. Први Србин у Кливленду био је Лазар Кривокапић, пореклом из Црне Горе, који је овде дошао 1893. Његов пример пратили су Срби из Лике, са Баније и Кордуна, из Бачке, Баната, Далмације и Црне Горе. Авеније Hamilton и St. Clair биле су густо насељене Србима. Према проценама, у време Првог светског рата у Кливленду их је живело око хиљаду, а између 1949. и 1952. дошло их је још седамсто. Већина њих се касније преселила у југозападна предграђа. Између шездесетих и средине осамдесетих година XX века забележени су велики таласи досељаваља Срба из бивше Југославије. Данас је српски језик широко распрострањен, а културне активности честе, иако Срби не чине значајан део укупне популације Кливленда.
Џорџ Војнович, син архитектe Џорџа С. Војновича, пореклом Кордунаша, који је дао свој допринос настанку Југословенске културне баште, био је градоначелник Кливленда од 1980. до 1989, а потом гувернер савезне државе Охајо од 1991. до 1998. и сенатор из Охаја од 1999. до 2011. године.

### Цветови из кливлендске баште
У лето 2016. Дечји хор „Свети Сава” из Кливленда, у који су учлањена деца српског порекла рођена у Америци, снимио је под вођством проф. др Наде Мартиновић и на иницијативу и стихове новинара и публицисте Ивана Калаузовића Ивануса песму „Цветови из кливлендске баште”, која је добила и видео-спот и постала химна хора. Њени стихови помињу Светог Саву и све српске великане који су у тренутку писања имали своју бисту у Српској културној башти. Химна је премијерно изведена на америчкој телевизији „Фокс” (Fox) и у оквиру „Дана јединственог света”, затим на аустралијском радију „Ес-Би-Ес” (SBS), а у Србији на Радио Београду и Радио-телевизији Србије исте године.